# Robert Knolles
Sir Robert Knolles (Cheshire, 1325 circa – 15 agosto 1407) è stato un importante cavaliere britannico durante la guerra degli undici anni
che, operando con il tacito consenso della corona, conquistò le sole altre due maggiori città della Francia, oltre a Calais e Poitiers, per conto di Edoardo III.
I suoi metodi, tuttavia, gli valsero l'infamia come pirata e devastatore: i frontoni in rovina degli edifici bruciati vennero chiamati "mitre di Knolly".

## Guerra di successione bretone
Nato nel Cheshire, Knolles appare per la prima volta come capitano in diversi castelli in Bretagna alla metà del XIV secolo, compresi quelli di Fougeray, La Gravelle e Chateaublanc. Fu uno dei cavalieri inglesi presenti al Combattimento dei Trenta nel 1351, dove venne catturato. Nel 1356, assieme a 800 uomini, contribuì alla chevauchée di Enrico Plantageneto attraverso la Normandia, una campagna diversiva per attirare il re Giovanni II di Francia a nord e quindi lasciare Edoardo il Principe Nero libero di imbarcarsi nella famosa campagna di Poitiers. Con la Francia in disordine dopo la Battaglia di Poitiers, il re Carlo II di Navarra assunse il comando della ribellione a Parigi, e Knolles si unì all'esercito del fratello di Carlo, Filippo mentre detenevano temporaneamente la capitale contro il Delfino di Francia nel 1358.
I tempi migliori di Knolles dovevano venire quell'autunno quando guidò una Grande Compagnia di 2.000-3.000 anglo-guasconi nella Valle della Loira, stabilendo diverse guarnigioni in città importanti come Châteauneuf-Val-de-Bargis. Avanzò poi nel Nivernese, che fu difeso senza successo, per Margherita III delle Fiandre, dall'arciprete Arnaud de Cervole, l'avventuriero che aveva creato la prima Grande Compagnia l'anno precedente.
Nel 1359 Knolles raggiunse Auxerre, che cadde dopo un assedio di due mesi il 10 marzo. Dopo che la città si era arresa, Knolles divenne cavaliere investito da due subordinati, in quanto in precedenza formalmente era uno scudiero. Il sacco di Auxerre procedette con poca violenza e distruzione, visto che Knolles e i suoi soldati erano professionisti che intendevano massimizzare i loro profitti. La città venne accuratamente saccheggiata degli oggetti di valore e i cittadini valutati accuratamente per il riscatto. Alla fine venne estorto un enorme riscatto per non aver distrutto la città, anche se fu pagato solo in parte. Il mese successivo tornò a Chateauneuf per tracciare l'invasione della valle del Rodano con Hugh Calveley. Verso sud, una base avanzata fu fondata sul fiume Allier a Pont-du-Château, da dove lanciarono l'invasione del Velay. Knolles si riunì poi con Calveley per assediare l'importante città di Le Puy, che cadde nel luglio del 1359. Mentre proseguivano fino alla città papale di Avignone, il loro cammino venne sbarrato dall'esercito di Thomas de la Marche, inviato da Luigi II di Borbone, e a quel punto entrambi i comandanti inglesi si ritirarono e dissolsero le loro compagnie.
Al culmine della guerra di successione bretone partecipò all'assedio di Giovanni di Montfort alla città di Auray nel luglio 1364, preludio della decisiva vittoria di Giovanni alla Battaglia di Auray a settembre. Si unì al Principe Nero alla Battaglia di Nájera del 1367.

## Campagna francese
Nel 1370 gli fu concessa una grossa somma di denaro e sostanziosi appezzamenti di terra per creare un esercito per invadere la Francia settentrionale. Approdò a Calais in agosto con 6.000 uomini a cavallo e effettuò un'incursione nel territorio francese, bruciando villaggi alla periferia di Parigi ma non riuscendo a far uscire in campo aperto il re francese Carlo V. Poi si rivolse verso la Guascogna e iniziò a catturare e fortificare castelli e chiese nella regione tra i fiumi Loir e Loira. Tuttavia dovette far fronte a molte critiche da parte dei suoi comandanti subordinati più giovani come Sir John Minsterworth sul fatto che stava rovinando una battaglia. Quando si seppe che gli eserciti francesi, sotto il comando di Bertrand du Guesclin, si stavano avvicinando, Knolles propose di ritirarsi in Bretagna ma la maggior parte dell'esercito rifiutò. Quindi si ritirò con il suo seguito, lasciando il grosso dell'esercito dove si trovava, e che venne sconfitto e massacrato completamente alla Battaglia di Pontvallain il 4 dicembre.
Knolles trascorse l'inverno nel suo castello a Derval sulla Marca bretone e in seguito tentò di evacuare i suoi uomini e quelli di Minsterworth, che erano riusciti ad unirsi a lui con gli uomini sopravvissuti, dal porto di Saint-Mathieu. Tuttavia, per mancanza di navi la maggior parte dei soldati inglesi dovettero essere lasciati sulla riva, per essere spazzati via dai francesi al comando di Olivier V de Clisson. Nel 1372 Knolles fu accusato dal Consiglio del re della responsabilità di questo disastro, fu spogliato delle terre che gli erano state date come compenso per la creazione dell'esercito e multato di 10.000 marchi.

## Morte
Nominò Thomas Knollys come amministratore delle sue proprietà nel 1389 e morì nella sua residenza di Sculthorpe, Norfolk, il 15 agosto 1407.
Aveva fondato il Trinity Hospital di Pontefract e partecipato alla soppressione della rivolta dei contadini.
Lo stemma di Knolles decora la postierla della torre del Castello di Bodiam, Sussex. Fu una dichiarazione di lealtà a Knolles da parte del suo costruttore, Edward Dalyngrigge che aveva servito sotto Knolles in una libera compagnia durante la guerra dei cent'anni.